# Sex, Drogen Und Industrial
Sex, Drogen Und Industrial är en EP släppt mellan albumen The Joy of Gunz och Everybody Hates You.
Genre: Electronic body music / Aggrotech

## Låtlista
1. Blut Royale (Instru-Mental Version)
2. Tractor
3. Anatomy
4. Sex, Drogen Und Industrial - (Low Tech)
5. Sex, Drogen Und Industrial - (Remixed by Soman)
6. Sex, Drogen Und Industrial - (Unlisted)
7. Vater Unser - (CombiCritters Remix)
8. Like To Thank My Buddies - Live At Infest